# Гофолия
Гофоли́я (ивр. עֲתַלְיָה‎, Аталия, Афалия, дословно — «опечаленная Господом», ум. предположительно 836 до н. э.) — израильская царевна, жена иудейского царя Иорама, мать иудейского царя Охозии, затем самодержавная царица Иудеи (в 841—835 гг. до н. э.), и бабка царя Иоаса (4Цар. 11, 2Пар. 22).

## История
Гофолия — царевна Израильского царства, была выдана замуж по династическим соображениям за царя соседней Иудеи.
Первое упоминание о Гофолии — предположительно в 4Цар. 8:18, где рассказывается, что царь Иорам «ходил путём царей Израильских, как поступал дом Ахавов, потому что дочь Ахава была женою его, и делал неугодное в очах Господних», однако тут израильская царевна, поклонявшаяся ханаанскому божеству Ваалу вместо Яхве, и соблазнившая мужа к тому же, не названа по имени. Святилище Ваала впервые, таким образом, появляется в Иудее, благодаря ей. Отмечается при этом, что в Гофолии, несмотря на поклонение её семьи Ваалу, имени использован корень, относящийся к истинному Богу, а не к Ваалу.
Имя «Гофолия» впервые озвучено ниже. Четвёртая книга Царств рассказывает, что Охозия стал царём Иудеи после своего отца Иорама. «Имя же матери его Гофолия, дочь Амврия, царя Израильского». (4Цар. 8:26) Там же написано, что новый царь «ходил путём дома Ахавова, и делал неугодное в очах Господних, подобно дому Ахавову, потому что он был в родстве с домом Ахавовым».
Нечестивый царь Ахав, будучи сыном Амврия и братом Гофолии, приходился, таким образом, Иораму дядей — однако в послебиблейской литературе попадаются указания, что Гофолия была не сестрой Ахава, а дочерью от брака с нечестивой же Иезавелью. В частности, «дочерью Ахава» её называет Иосиф Флавий в «Иудейских древностях» (IX, 7). Вопрос, Гофолия — сестра Ахава или дочь, обсуждается толкователями Библии, в частности, есть предположение, что слово, употреблённое в 4Цар и 2Пар означает «потомка Амврия женского пола», а не «дочь». С другой стороны, в 4Цар. 8:18 написано о Иораме, что «дочь Ахава была женою его» (аналогично в параллельной 2Пар. 21:6). Подсчёты показывают, что по возрасту и соотношению поколений Гофолия годится в Ахаву скорее в сёстры, чем в дочери. Православная энциклопедия пишет, что она «дочь или сестра Ахава». Имя её матери не указано нигде, версия, что ею была Иезавель, — по́зднее допущение.
Вторая книга Паралипоменон уточняет, что жители Иерусалима поставили вместо Иорама царём его младшего сына Охозию, так как его старшие братья уже убиты во время предыдущего вторжения. «Двадцати двух лет был Охозия, когда воцарился, и один год царствовал в Иерусалиме; имя матери его Гофолия, дочь Амврия. Он также ходил путями дома Ахавова, потому что мать его была советницею ему на беззаконные дела». (2Пар. 22:2-3). «Нечестивая Гофолия и сыновья её разорили дом Божий и всё посвящённое для дома Господня употребили для Ваалов».
В это время в соседнем израильском царстве развивался конфликт: военачальник Ииуй был помазан пророком Елисеем на царство и восстал против Иоарама. Ииуй убил Иорама, а заодно и его кузена, иудейского царя Охозию, приехавшего в гости. Тогда же он убил вдовствующую царицу Иезавель. Затем Ииуй убил всех потомков Ахава (более 70 человек), а заодно и 42 братьев Охозии. Следом Ииуй истребил всех поклонников Ваала в Израиле и стал царём.
Гофолия, узнав, что сын её умер, встала и истребила «всё царское племя» Иудеи (2Пар. 22:10), то есть потомков Давида, и стала самодержавно править страной. Однако дочь её мужа Иосавеф, жена первосвященника Иодая, спрятала от неё малолетнего сына Охозии — Иоаса (имя матери его Цивья). Его скрыл в Храме и воспитал первосвященник Иодай.
Гофолия правила шесть лет, а на седьмой год Иодай помазал её внука на царство и провозгласил царём при поддержке военачальников, придворных телохранителей и левитов. Четвёртая книга Царств уточняет, что первосвященник вооружил священников. Узнав, что народ радуется новому царю мужского пола, Гофолия отправилась к Храму с телохранителями, которых внутрь не пустили. «И видит, и вот царь стоит на возвышении, по обычаю, и князья и трубы подле царя; и весь народ земли веселится, и трубят трубами. И разодрала Гофолия одежды свои, и закричала: заговор! заговор!».

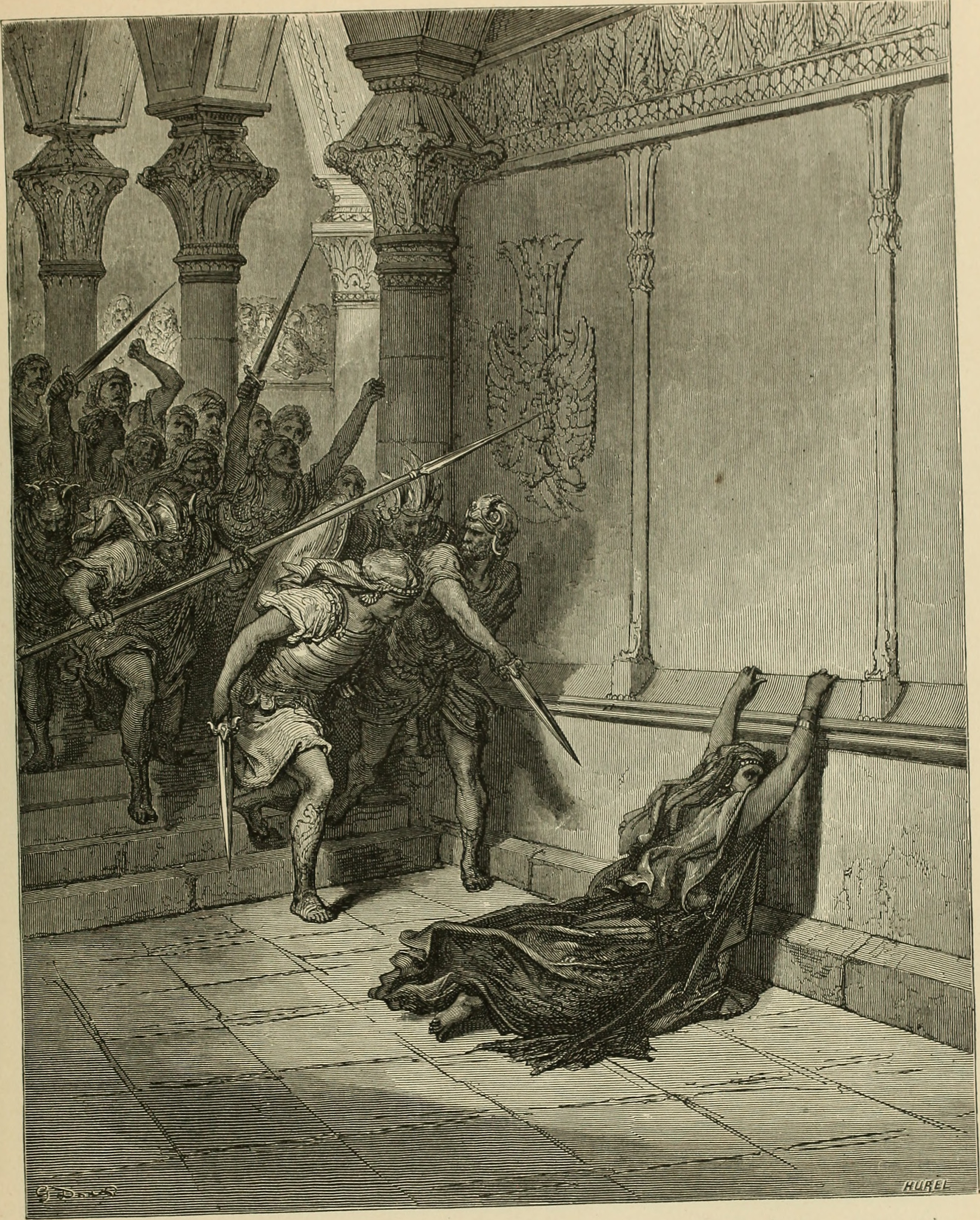
Убийство Гофолии на гравюре Доре

Иодай приказал вывести её из Храма — «и дали ей место, и когда она пришла ко входу конских ворот царского дома, там умертвили её» (Иосиф Флавий уточняет, что это были так называемые Царские ворота мулов). Гофолию «умертвили мечом в царском доме», а также её последователей, после этого были уничтожены все жертвенники Ваала. Новый царь снова восстанавливает Завет Божий с народом, хотя книга Царств по-прежнему замечает, что высоты не были отменены, и народ ещё приносил жертвы и курения на высотах.
По всей видимости, Иодай стал регентом при малолетнем царе. «В рассказе о воцарении Иоаса священство представляет влиятельную политическую силу в стране; результатом напряжённого противостояния священства и дворцовых кругов стал династический переворот, в результате которого к власти пришёл Иоас».

### Толкование
Исследователи отмечают структурные параллели между рассказом о Иоасе (особенно в сценах его спасения и воцарения через 7 лет) и другими литературными памятниками древнего Ближнего Востока, в том числе с рассказом о восшествии на трон хурритского царя Идрими из Алалаха (XV в. до н. э.). М. Ливерани утверждал, что текст 4 Цар 11 составлен по модели надписи царя Идрими, которая, как и библейский текст, должна была оправдывать обновление правящей царской династии. Другие исследователи отмечают параллели с библейским рассказом о патриархе Иосифе (Быт 37-50) и царе Давиде (1 Цар 16 — 2 Цар 7), во втором из них также говорится о 7 годах безвестности до восшествия на престол и о последующем заключении завета (2 Пар 5. 3-5).
Православная энциклопедия пишет, что, возможно, общее негативное отношение к царям из рода нечестивой Гофолии послужило причиной того, что Иоас вместе с царями Охозией и Амасией не был включён евангелистом Матфеем в генеалогию Иисуса Христа (Мф 1. 8).

## Образ в искусстве
- «Гофолия» — трагедия Расина (1691), музыку к её постановке написал Мендельсон-Бартольди (1845). Литературная энциклопедия так характеризует главную героиню этой пьесы в трактовке Расина: «Гофолия появляется лишь в трёх сценах трёх действий. Нервная, мятущаяся, с неустойчивой психикой, ищущая покоя и уверенности в других, не имея таковых в себе, бесконечно утомлённая годами власти, которая требует постоянного напряжения, борьбы и насилия, суеверная и подозрительная, бросающаяся из крайности в крайность в своих политических решениях, она однозначно обречена на поражение в борьбе с таким противником, как Иодай. Она видит вещий сон о виновнике своей скорой гибели — Иоасе, но не даёт приказа его убить и в конечном счёте приходит в расставленную Иодаем ловушку навстречу своей смерти. Но именно она — трагическая героиня Расина, своеобразная предшественница Бориса Годунова»[12].

- «Аталия» — оратория Гаспарини (1693),
- «Аталия» — оратория Генделя (1733),
- «Аталия» — оратория Симона Майра (1822).

## В астрономии
В честь Аталии назван астероид (515) Аталия, открытый в 1903 году.